# سامانه در یک بسته

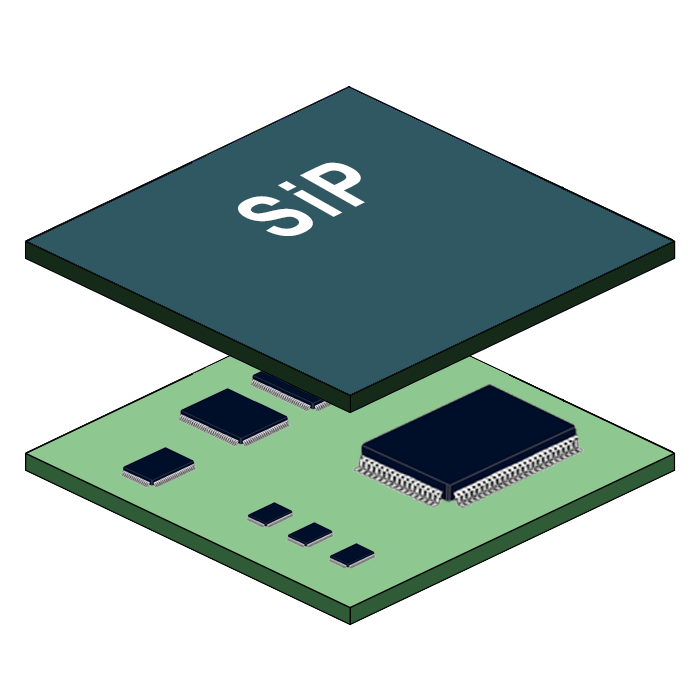
یک چندتراشهٔ SiP که شامل یک پردازنده، حافظه و ذخیره‌ساز روی یک زیرلایه واحد است.

یک سامانه در یک بسته (SiP) یا سامانه-در-بسته، تعدادی مدار مجتمع محصورشده در یک یا چند جا تراشه قطعه‌ای است که ممکن است با استفاده از بسته روی بسته چیده‌شوند. اس‌آی‌پی تمام یا بسیاری از عملکردهای یک سیستم الکترونیکی را انجام می‌دهد، و معمولا در داخل یک تلفن‌همراه، پخش‌کننده موسیقی دیجیتال، و غیره استفاده می‌شود. دای‌های حاوی مدارهای مجتمع ممکن است به‌صورت عمودی بر روی یک زیرلایه چیده‌شوند. آنها به‌صورت داخلی توسط سیم‌های ظریفی که به بسته‌بندی بَندزده شده‌اند، به هم متصل می‌شوند. روش دیگر، با فناوری تراشه برگردان، از برجستگی‌های لحیم‌کاری برای اتصال تراشه‌های پشته‌شده به یکدیگر استفاده می‌شود. یک اس‌آی‌پی مانند یک سیستم روی یک تراشه (SoC) است، اما به آن شدت، مجتمع‌شده نیست و روی یک دای نیم‌رسانای واحد نیست.
بسیاری از تکنیک‌های بسته‌بندی سه‌بُعدی مختلف برای پشته‌سازی بسیاری از دای‌های تراشه نسبتاً استاندارد در یک ناحیه فشرده، توسعه‌یافته‌اند.